# Église Saint-Paul de Vossem
Pour les articles homonymes, voir Église Saint-Paul.
L'église Saint-Paul est une église romane située à Vossem, section de la commune belge de Tervueren, dans la province du Brabant flamand.
Cette église est édifiée en style roman mosan aux XIIe et XIIIe siècles et fortement transformée à la fin du XVIIe siècle et au début du XVIIIe siècle.

## Historique
L'église Saint-Paul de Vossem est édifiée aux XIIe et XIIIe siècles en style roman mosan,,, un style qui caractérise la vallée de la Voer, un affluent de la Dyle. Les églises romanes de la vallée de la Voer et environs constituent une branche importante de l'architecture mosane.
La tour romane date de la fin du XIIe siècle et le chœur, l'abside romane et la sacristie nord du début du XIIIe siècle,,.
L'église subit de profonds changements lors d'une campagne de transformations menée par le curé Maximiliaan Snel durant la période 1695-1715 :
- en 1695, le chœur est couvert d'une nouvelle voûte[1] ;

- en 1699, la tour est rehaussée et dotée d'un portail de style baroque, qui porte le millésime « 1699 » au trumeau[1],[2],[3] tandis que la porte située au centre du bas-côté sud est murée, comme le montre encore la maçonnerie de la façade méridionale[1],[2] ;

- en 1715, la nef romane est amputée de deux paires de piliers et pourvue d'une nouvelle voûte[1],[2] ;

- durant cette même campagne, les collatéraux sont rehaussés de façon que la nef centrale et les collatéraux partagent un même toit[1], et ils sont dotés de grandes fenêtres à arc surbaissé de façon à mieux éclairer l'intérieur que les petites fenêtres romanes, dont la trace est encore visible sur la façade méridionale[1] ;

- enfin, l'intérieur est blanchi à la chaux, dissimulant ainsi les peintures murales médiévales[1].

À la fin du XVIIIe siècle, la sacristie sud est construite, à l'endroit d'un ancien local probablement roman, et le collatéral nord est prolongé à hauteur de la tour,,.
Pendant la Révolution française, l'église est fermée au culte et utilisée à d'autres fins. Lorsqu'elle est rendue au culte en 1802, elle est dans un état de délabrement tel qu'une campagne de réparations est menée durant la période 1822-1829.

## Classement et restauration

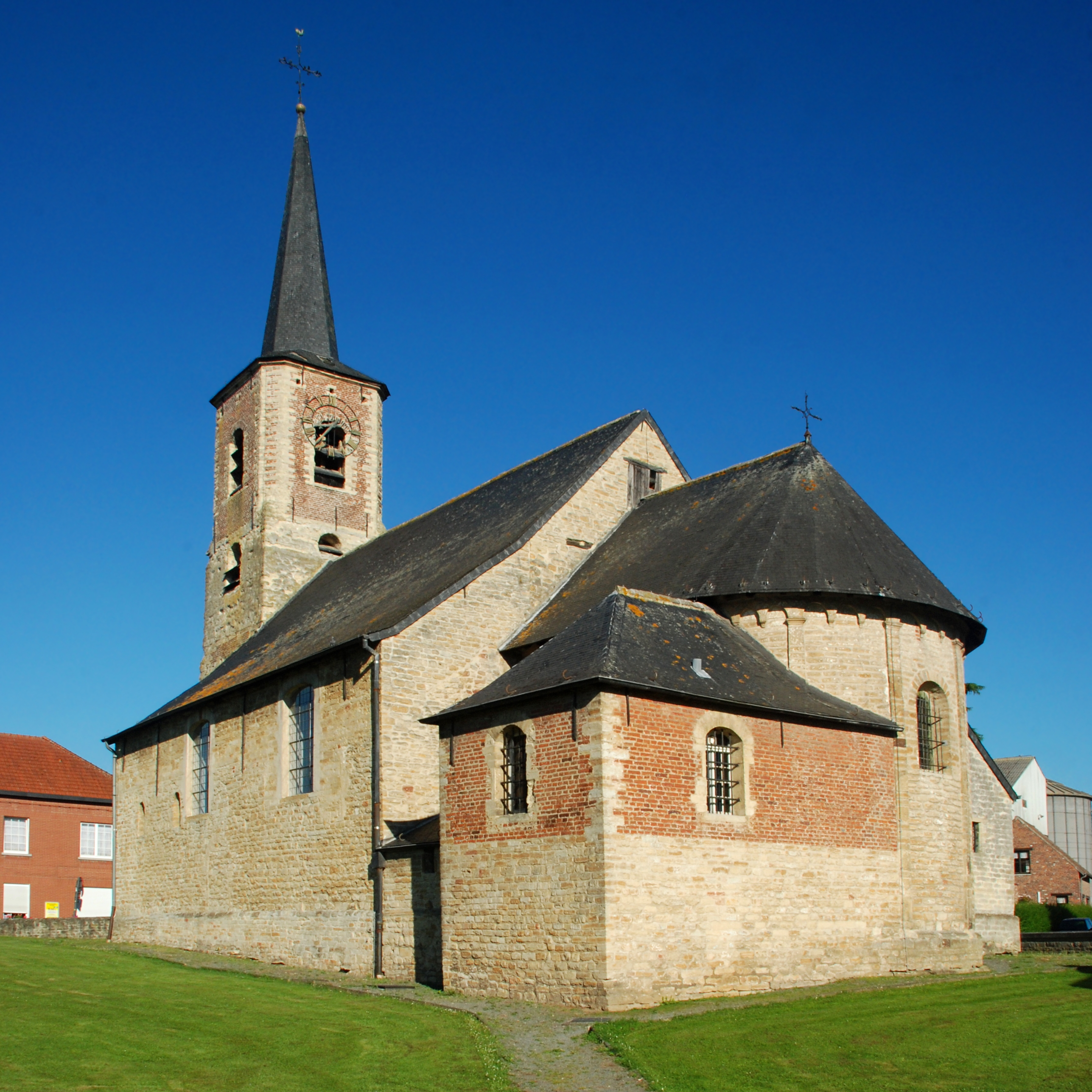
L'église vue de l'est.

L'église est classée comme monument historique depuis le 8 février 1946 et figure à l'inventaire du patrimoine immobilier de la Région flamande sous la référence 42804.
L'église est restaurée de 1968 à 1975 sous la direction du professeur d'université et historien de l'art Raymond Lemaire, qui accentue les éléments romans. Les peintures murales du XIIIe siècle ornant le chœur, découvertes à cette occasion, sont restaurées en 1994-1997.

## Architecture

### Architecture extérieure

#### Le chevet roman et les sacristies
À l'est, l'église Saint-Paul présente un beau chevet de style roman composé d'une abside hémi-circulaire unique édifiée en moellons de grès sur un soubassement de six assises en saillie.
Quatre pilastres s'élancent de ce soubassement pour rejoindre la frise d'arcades sur modillons géométriques située sous la corniche biseautée.
L'abside, qui présente quelques traces de réfection en briques rouges, principalement au niveau du pilastre de droite, est percée d'une fenêtre axiale à simple ébrasement, surmontée d'un arc en plein cintre composé de moellons posés sur champ. Elle est surmontée d'une toiture conique à pans couverte d'ardoises et sommée d'une croix en fer forgé.
L'abside est flanquée, à droite, de la sacristie nord édifiée en moellons au début du XIIIe siècle et, à gauche, de la sacristie sud édifiée à la fin du XVIIIe siècle partiellement en moellons et partiellement en briques.

Le chevet roman et les sacristies
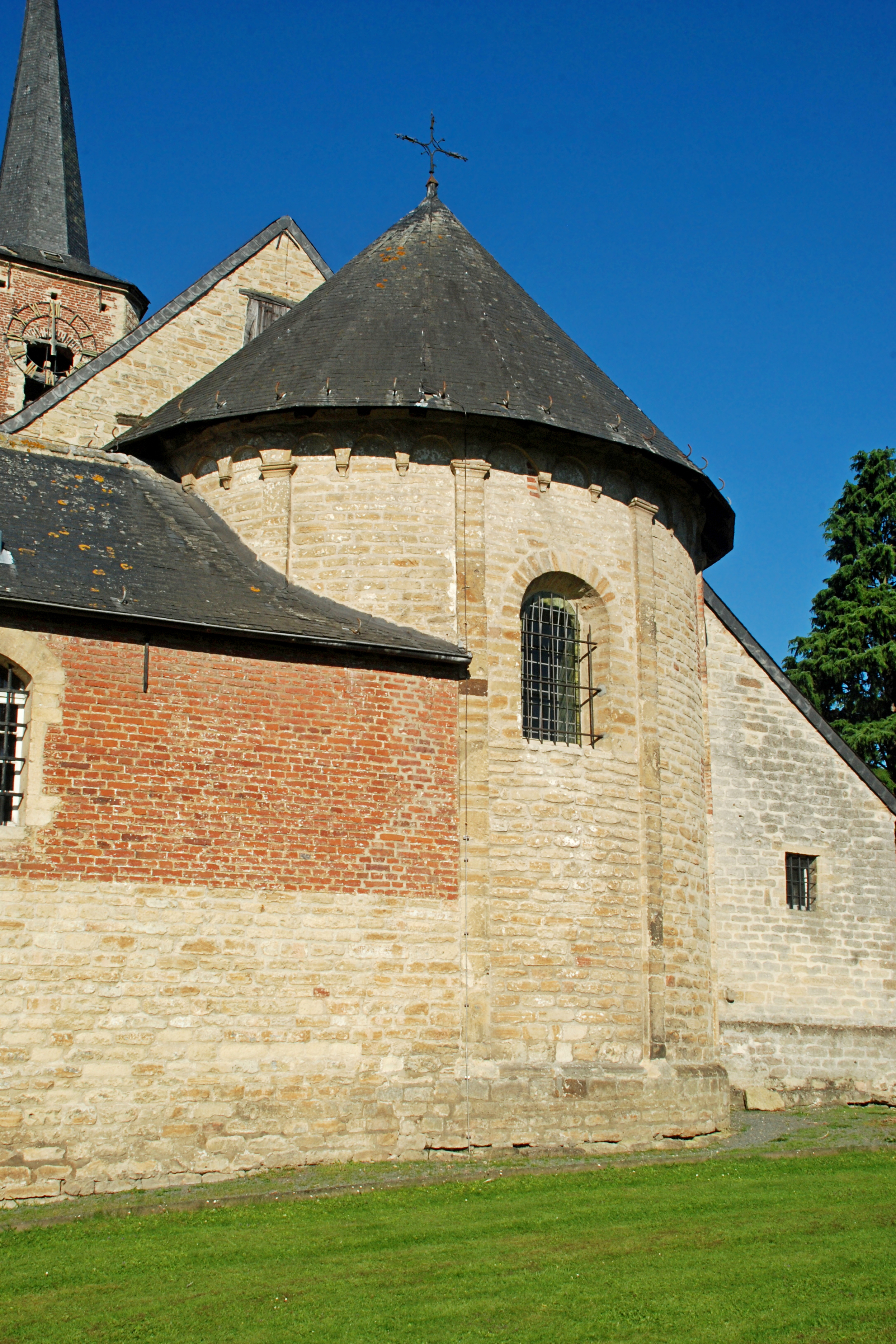
L'abside.
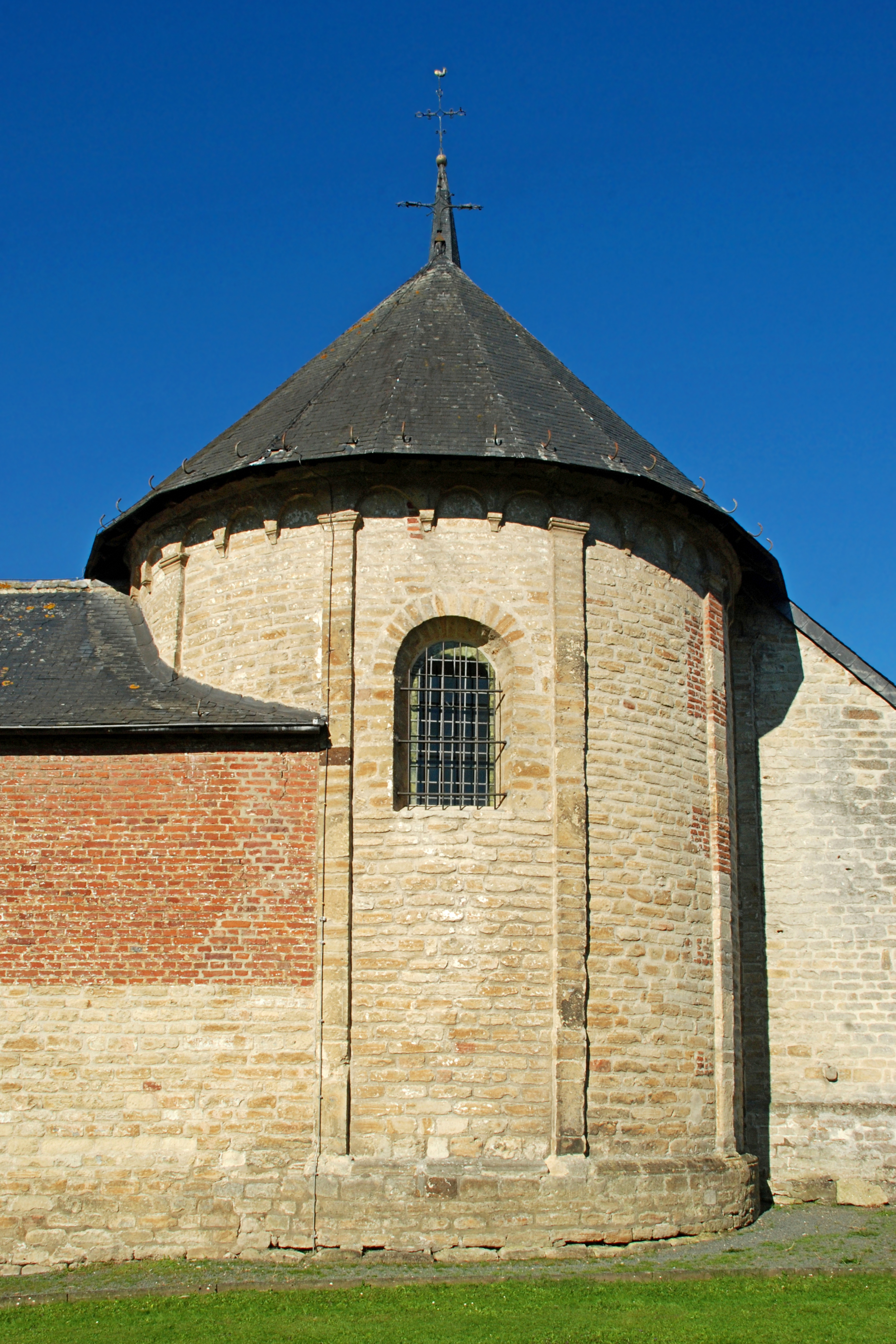
L'abside vue de face.
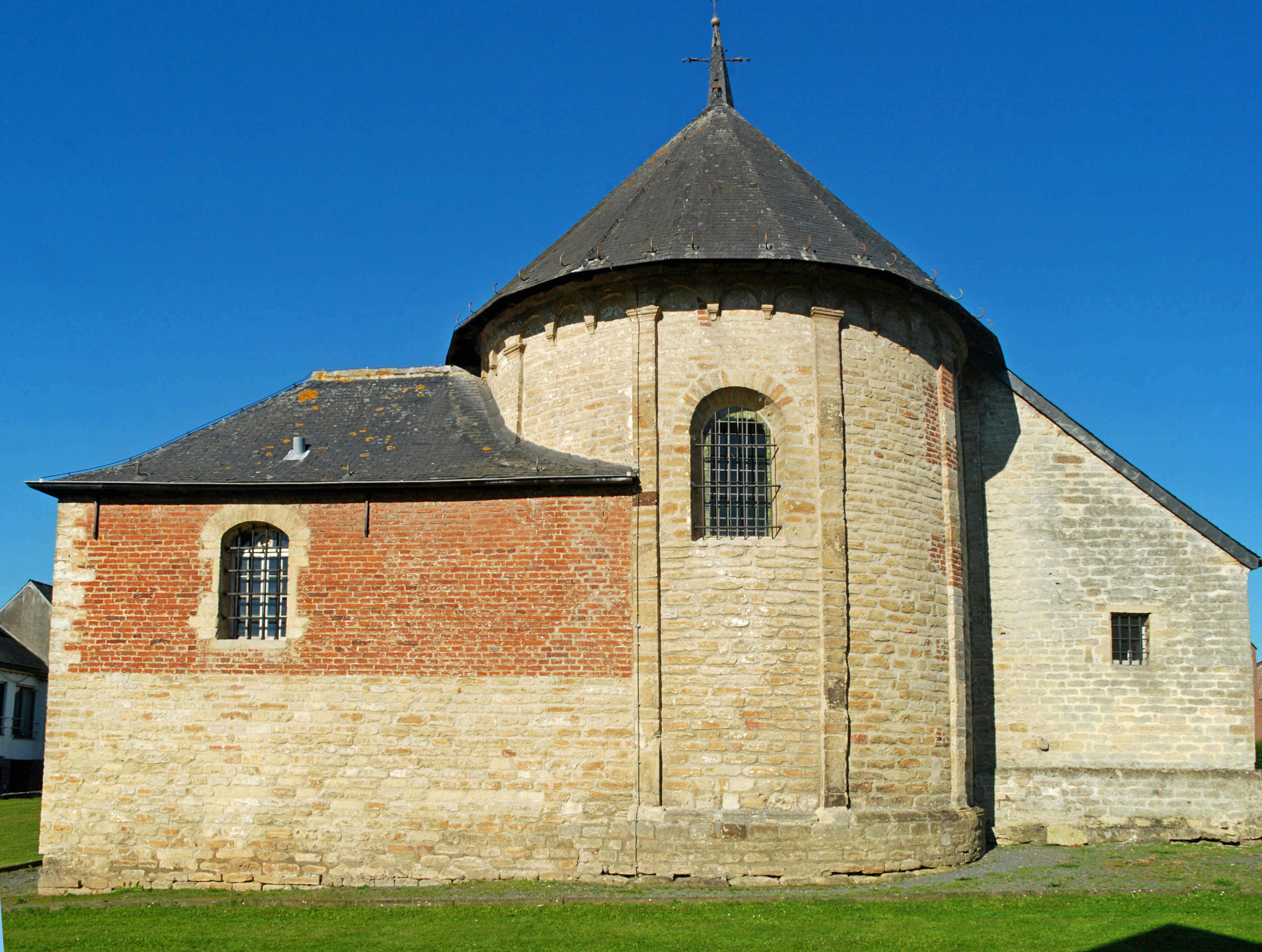
À gauche, la sacristie du XVIIIe siècle et, à droite, la sacristie romane.

#### La tour occidentale
À l'ouest, l'église présente une belle tour restée romane sur plusieurs niveaux, sauf le dernier niveau.
Cette tour carrée est flanquée, à gauche, de l'extension du collatéral nord édifiée en briques à la fin du XVIIIe siècle et, à droite, d'une tourelle d'escalier semi-circulaire à toiture conique,,. 
Les niveaux romans sont édifiés en moellons de grès local tandis que le dernier niveau, ajouté au XVIIIe siècle, est édifié en briques rouges.
Le rez-de-chaussée de la tour est percé d'un portail en plein cintre dont l'encadrement est réalisé en pierre de taille et non en moellons. Le bord des piédroits et de l'arc est biseauté. L'arc est composé de pierres posées sur champ et est surmonté d'un larmier. La porte à battants de bois est renforcée par des pentures en fer : son trumeau porte le millésime 1699, une statue de saint Paul et les armoiries du curé Maximiliaan Snel,,, qui a dirigé la campagne de transformations de 1695 à 1715.
Le portail est surmonté d'une fenêtre à arc en plein cintre et d'une meurtrière, flanquées de deux immenses ancres de façade.
Le dernier niveau d'époque romane montre encore les baies campanaires à abat-sons d'origine.
Le niveau en briques rouges ajouté au XVIIIe siècle possède des angles coupés mis en valeur par des chaînages d'angle en grès et est percé sur chaque face de trous de boulin en croisette sous la corniche et d'une baie campanaire dont les piédroits en grès portent un simple arc en briques.
La tour est surmontée d'une flèche octogonale rétrécie couverte d'ardoises et sommée d'une boule dorée portant une croix en fer forgé et un coq doré.

La tour occidentale
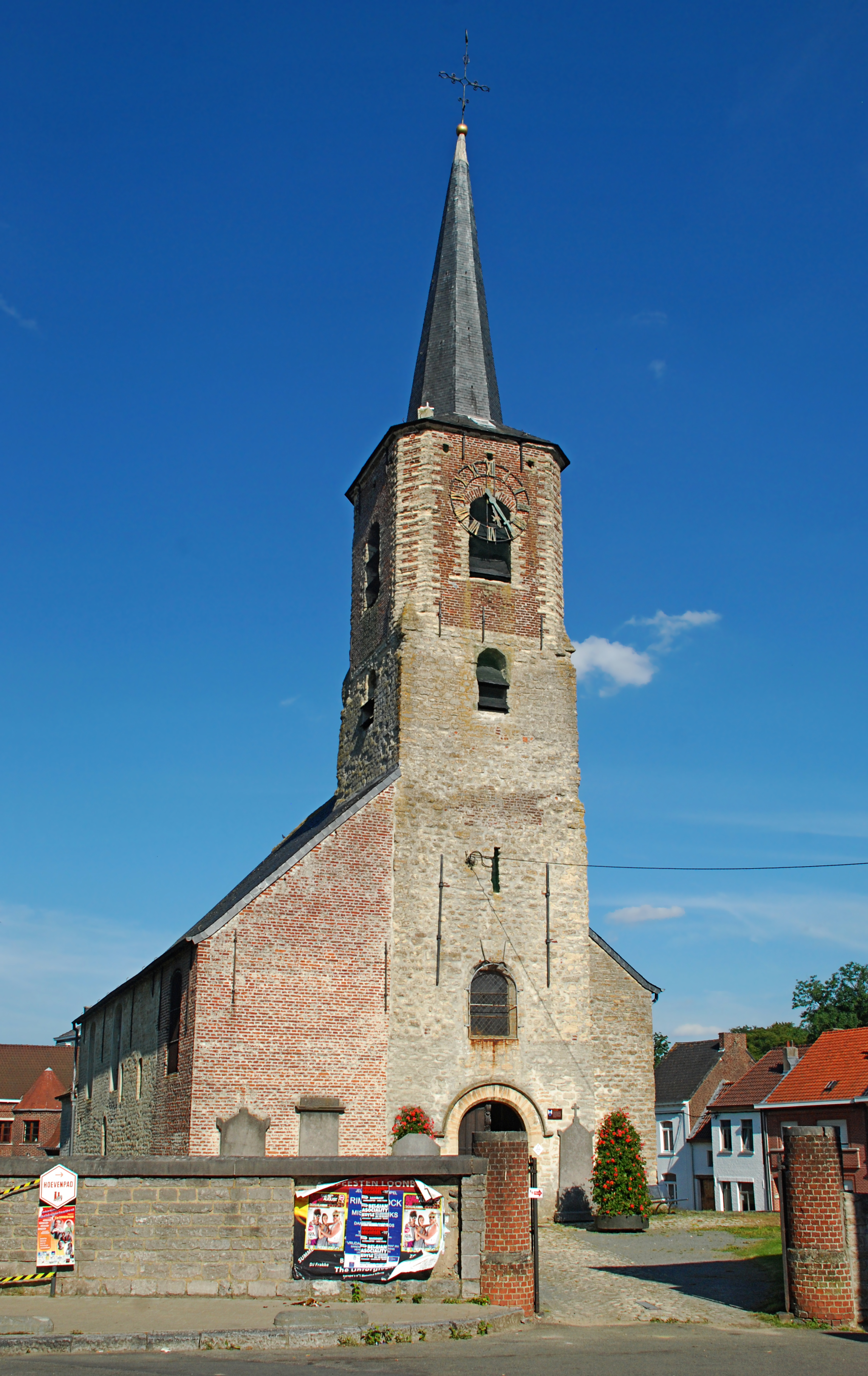
Vue.
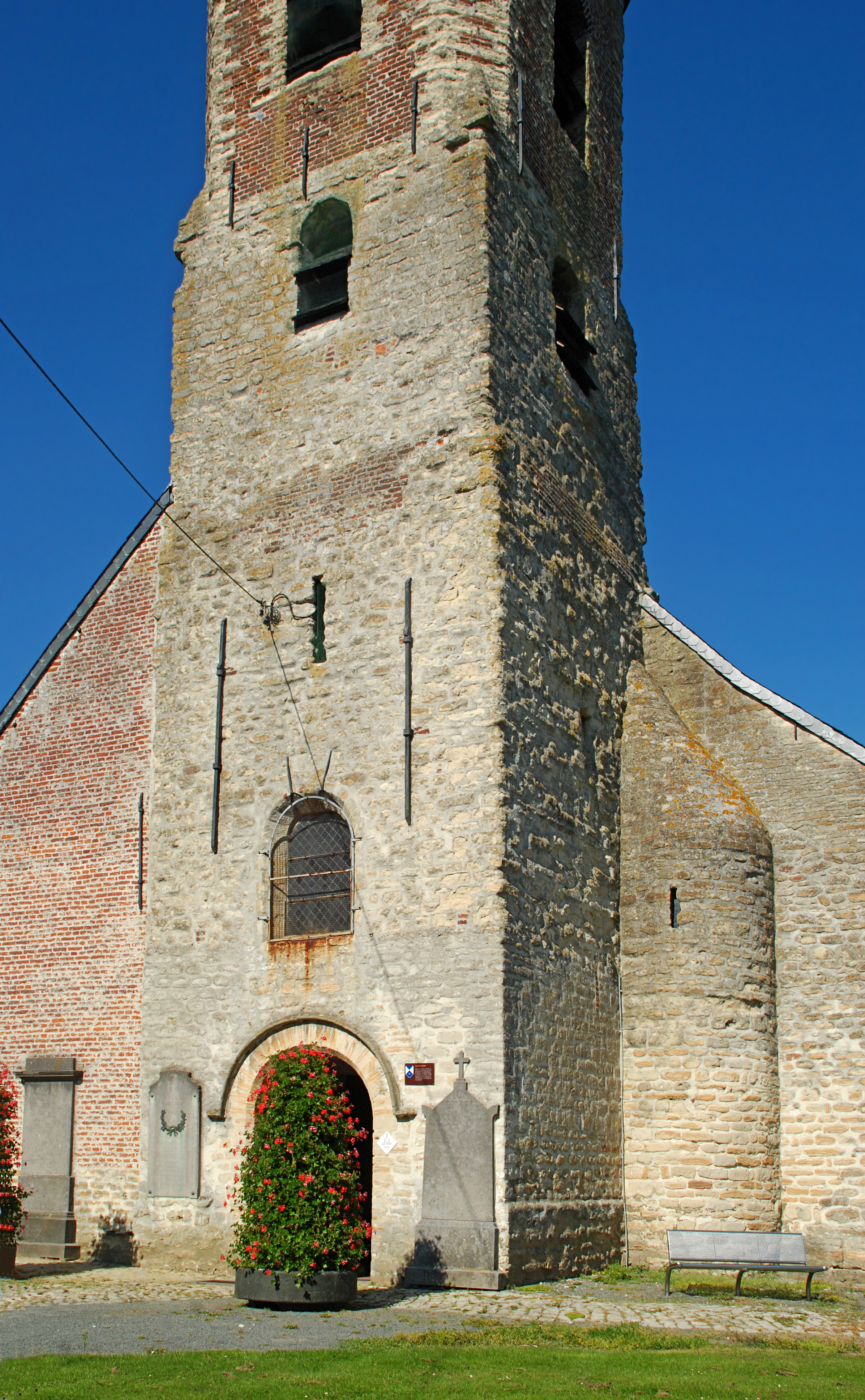
Partie romane.
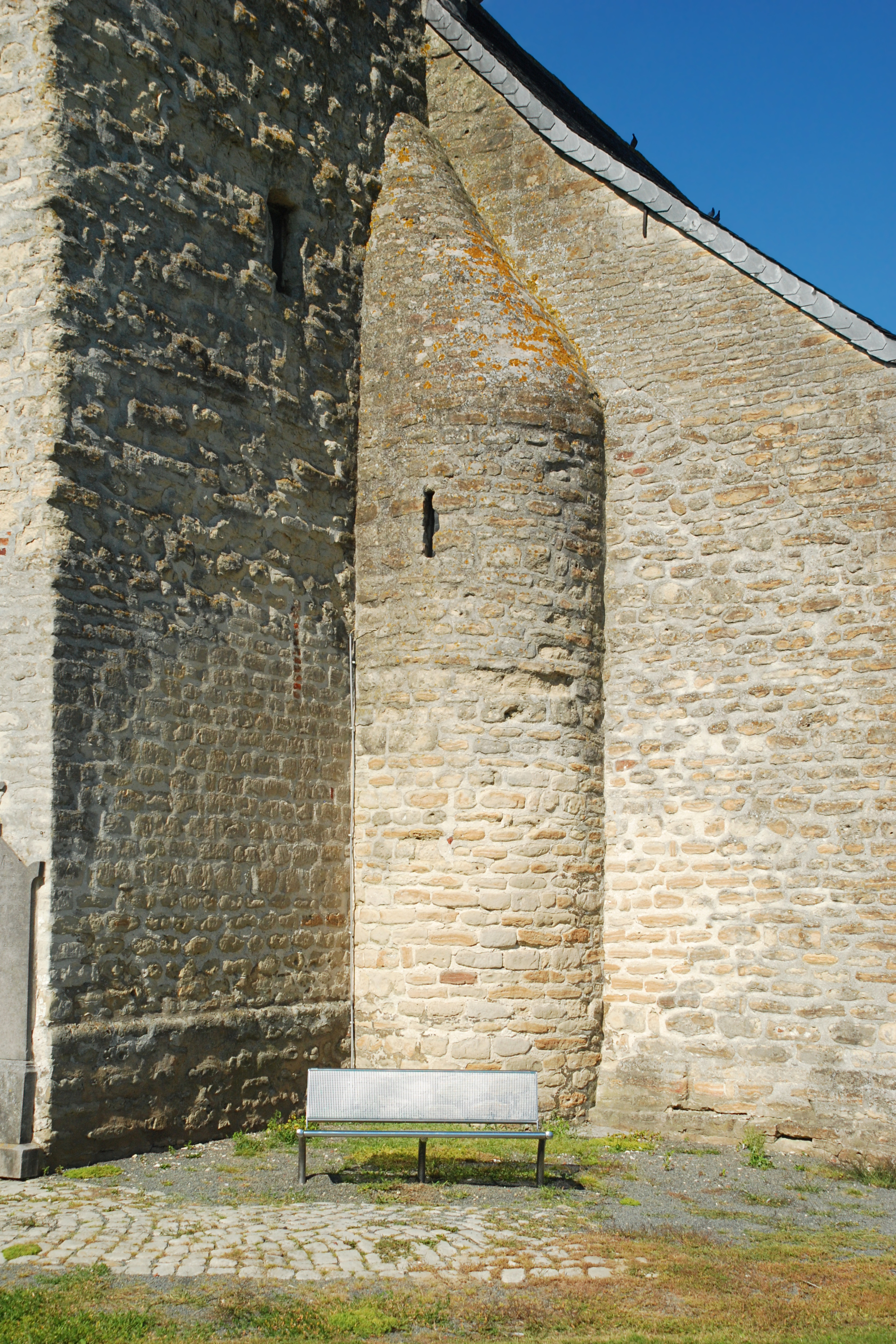
Tourelle d'escalier.
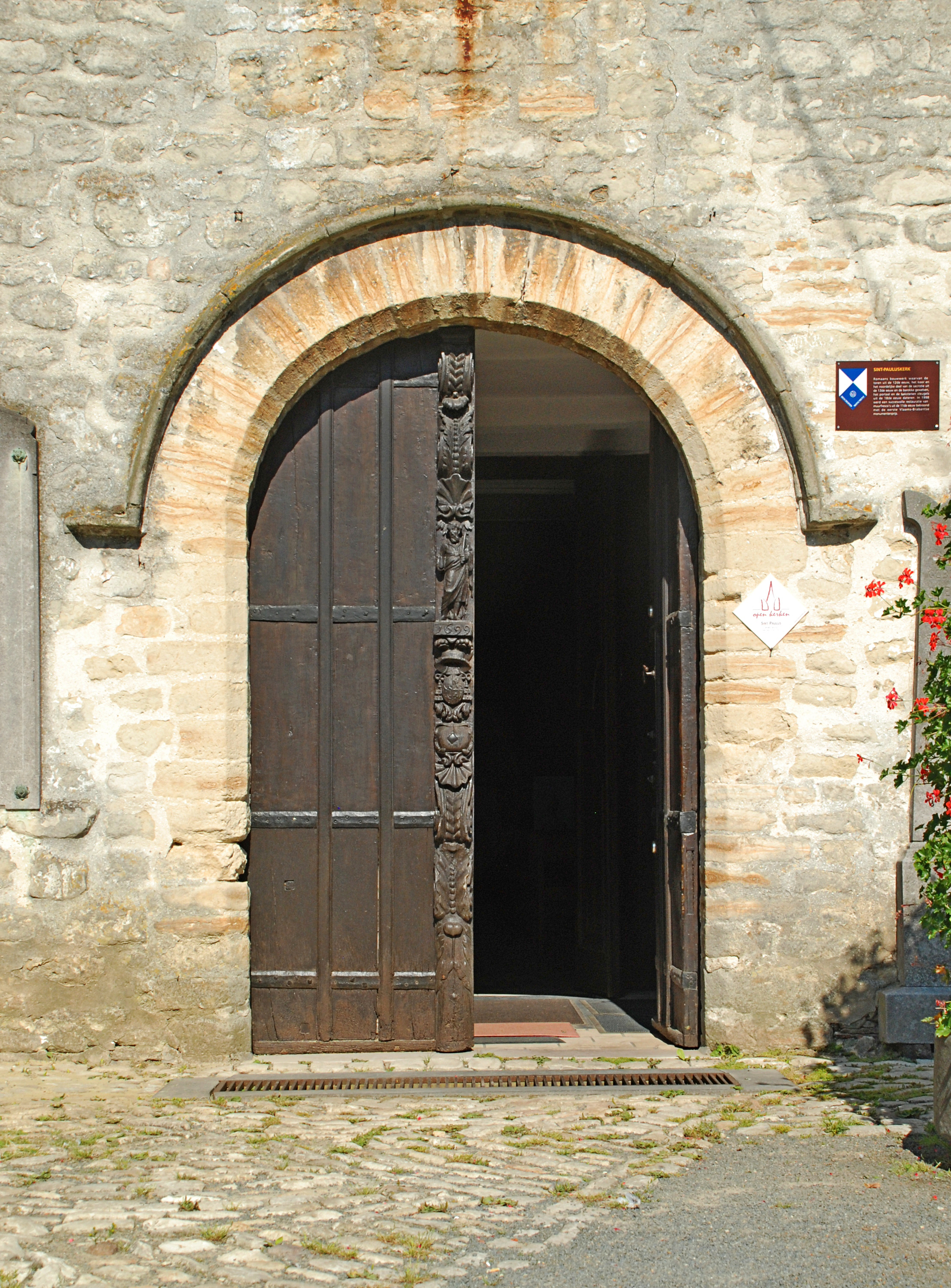
Portail.
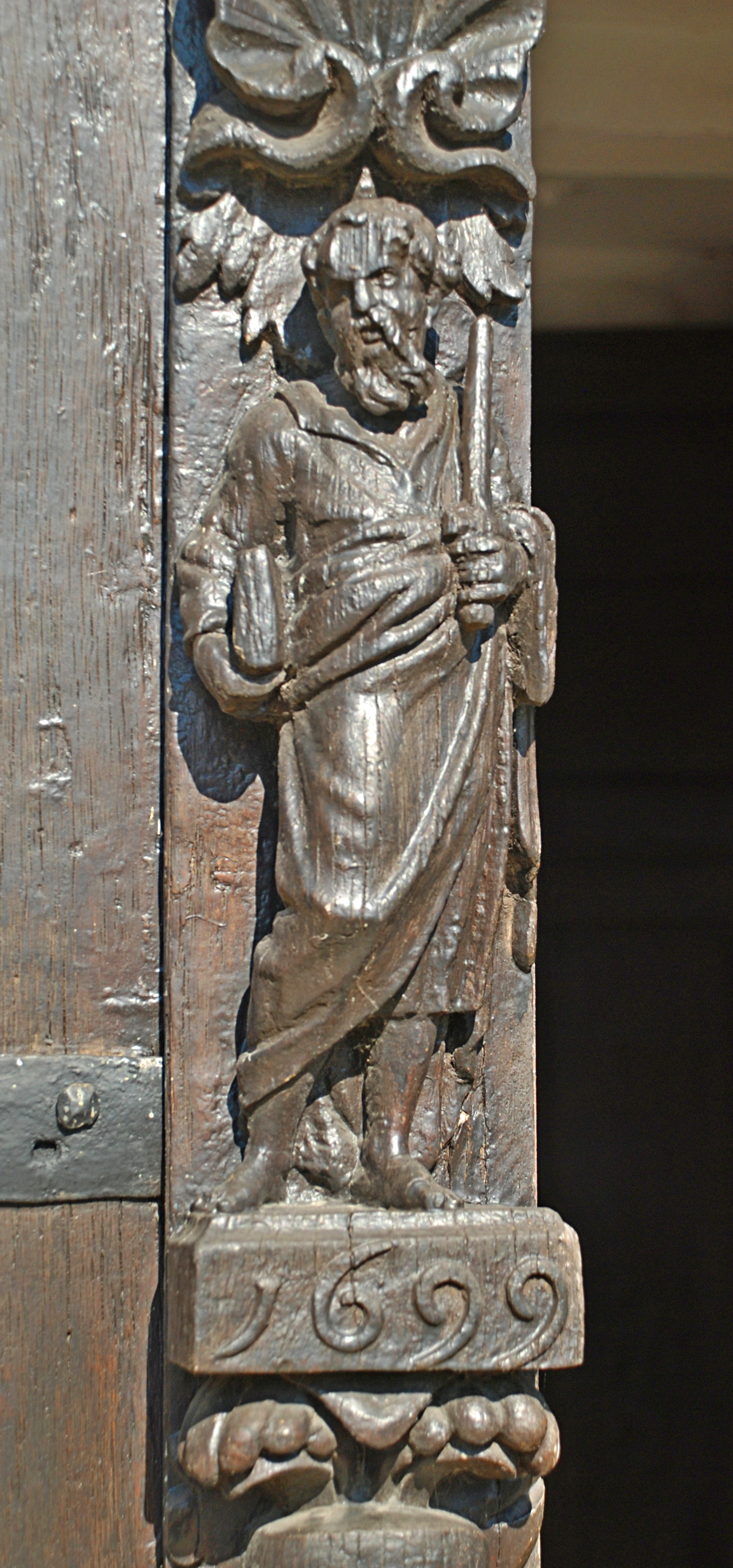
Trumeau et millésime 1699.
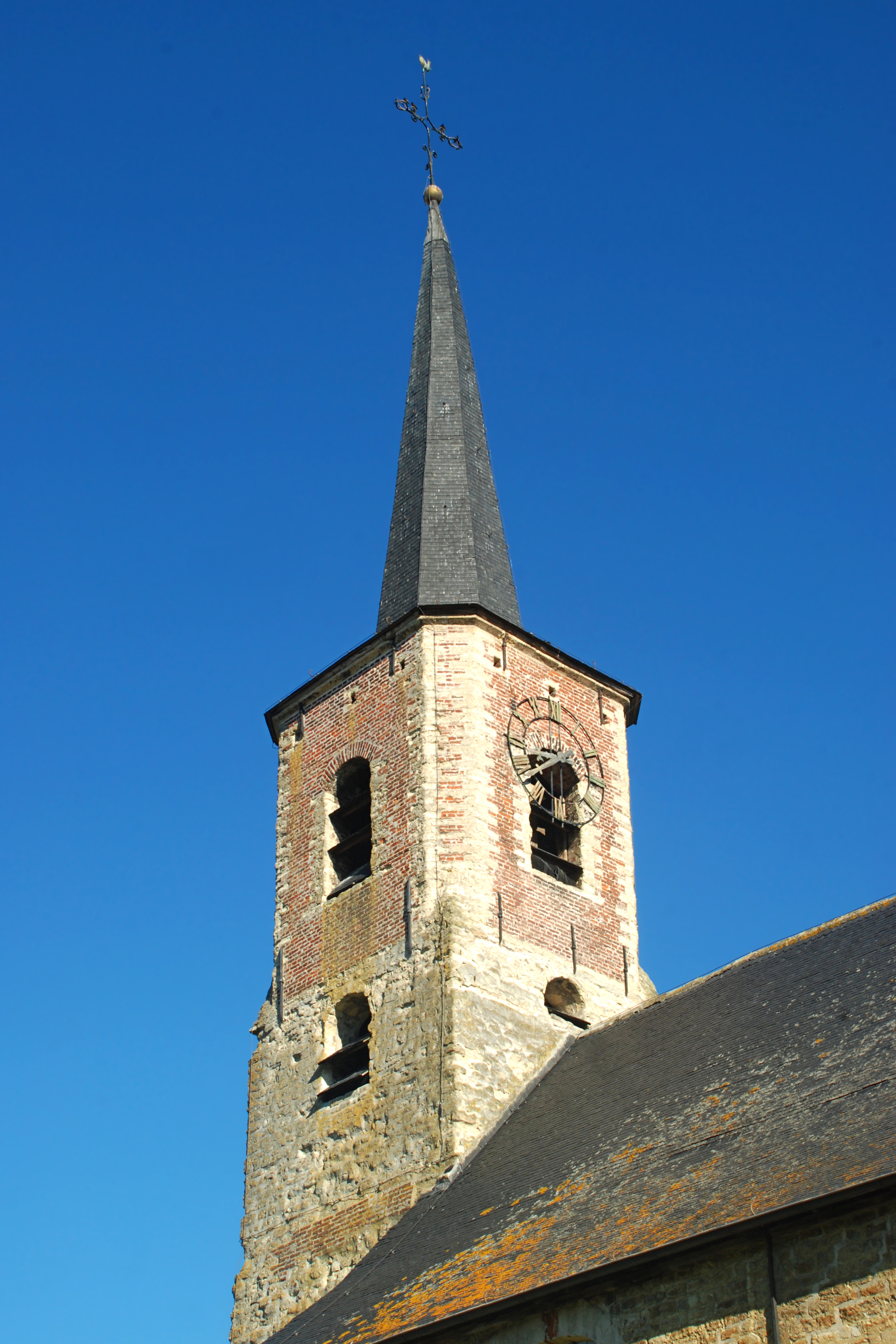
Dernier étage en briques.

#### La façade méridionale
La façade méridionale est constituée principalement de la façade du collatéral sud, rehaussé durant la période 1695-1715 de façon que la nef centrale et les collatéraux partagent un même toit. Cette façade est percée de deux petites fenêtres romanes et de deux grandes fenêtres à arc surbaissé percées vers 1695-1715 de façon à mieux éclairer l'intérieur.
Cette façade montre encore la trace de la porte murée en 1699 et des trois fenêtres romanes murées, qui attestent de la disposition originale en cinq travées,.
Le collatéral sud est prolongé par une annexe basse et par la sacristie méridionale, construite à la fin du XVIIIe siècle, à l'endroit d'un ancien local probablement roman,. Cette sacristie, couverte d'une toiture en bâtière à croupe, est construite en moellons dans sa partie inférieure et en briques dans sa partie supérieure. Sa façade méridionale est percée d'une fenêtre à arc surbaissé et à piédroits harpés en grès et cantonnée de chaînages d'angle réalisés dans le même matériau.

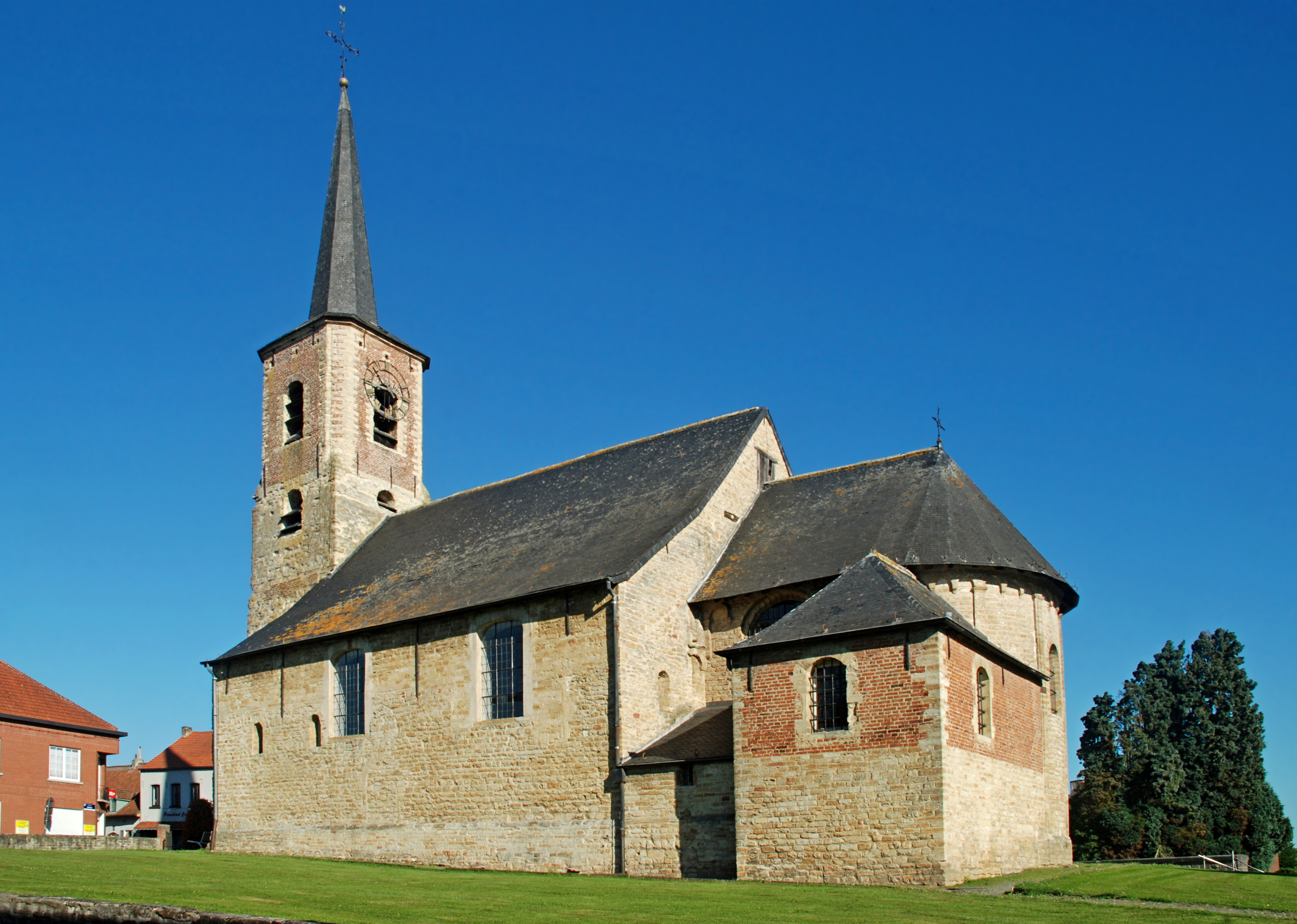
L'église vue du sud-est.
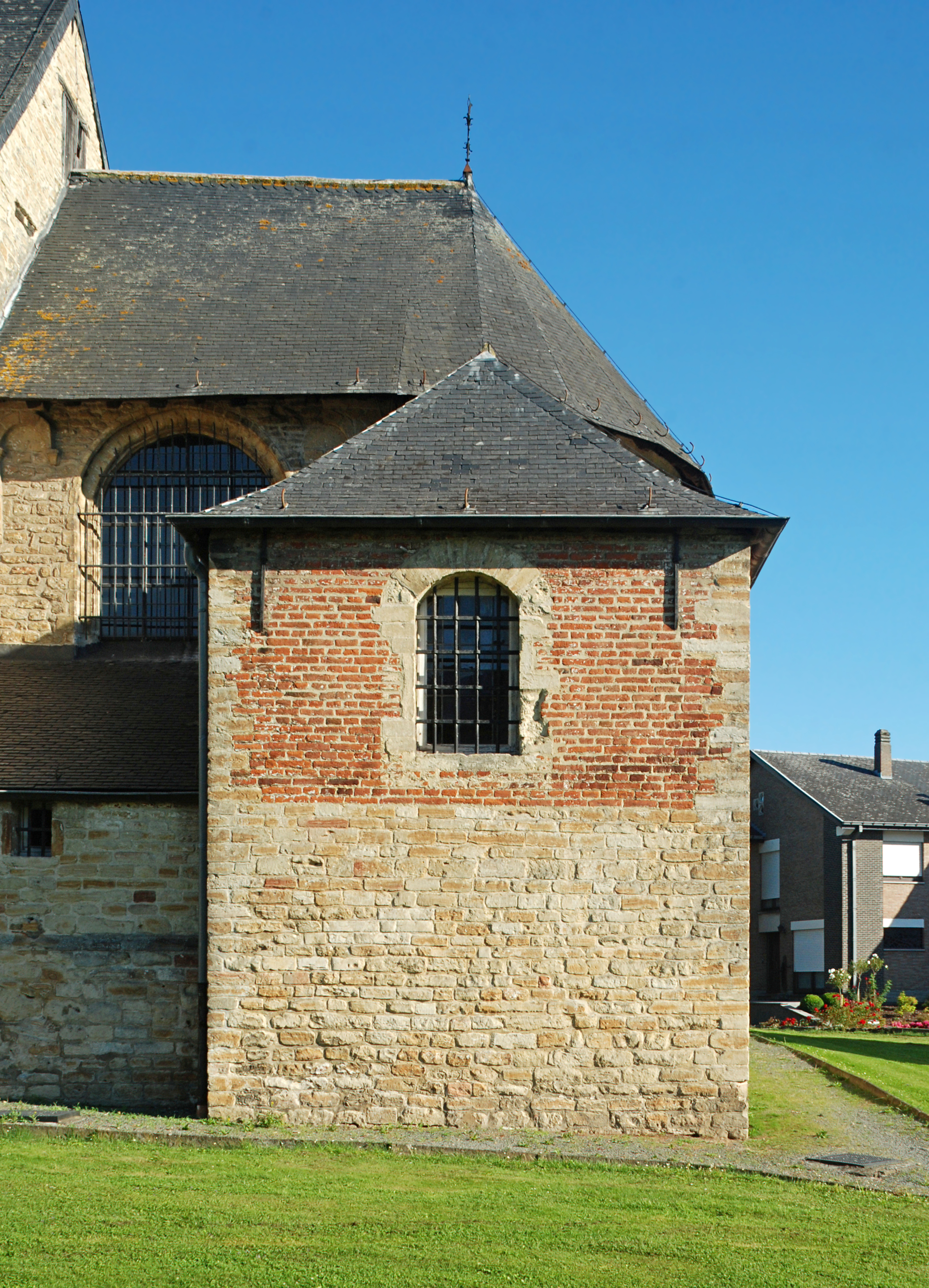
La sacristie sud.

### Architecture et ornementation intérieures
À l'intérieur, l'église présente un plan composé de trois nefs de trois travées et d'un chœur à abside semi-circulaire unique flanqué de deux sacristies.
L'intérieur est peint en blanc depuis la campagne de transformations menée par le curé Maximiliaan Snel durant la période 1695-1715. Seuls les massifs piliers carrés ont échappé à l'enduit. 
Le chœur et l'abside conservent des fragments de peintures murales médiévales, masquées durant la campagne de transformations du curé Snel, redécouvertes lors de la restauration menée par le professeur Raymond Lemaire de 1968 à 1975 et restaurées en 1994-1997.
On aperçoit sous la fenêtre axiale de l'abside une Crucifixion avec Marie et Jean du deuxième quart du XIIIe siècle, et des figures de saints peintes à la même époque de part et d'autre de cette fenêtre, sous un tracé d'arcades,. D'autres fragments de fresques ornent le mur septentrional du chœur,.
Le collatéral nord abrite un autel baroque en bois marbré dédié à Notre-Dame, avec la statue de la Vierge à l'Enfant vêtue d'une tunique en tissu bleu.
Le collatéral sud, quant à lui, abrite un autel baroque en bois marbré dédié à la Sainte Croix, portant la mention « Anno 1640 » sous le retable, avec un tableau du XVIIIe siècle intitulé Jésus rencontre sainte Véronique.

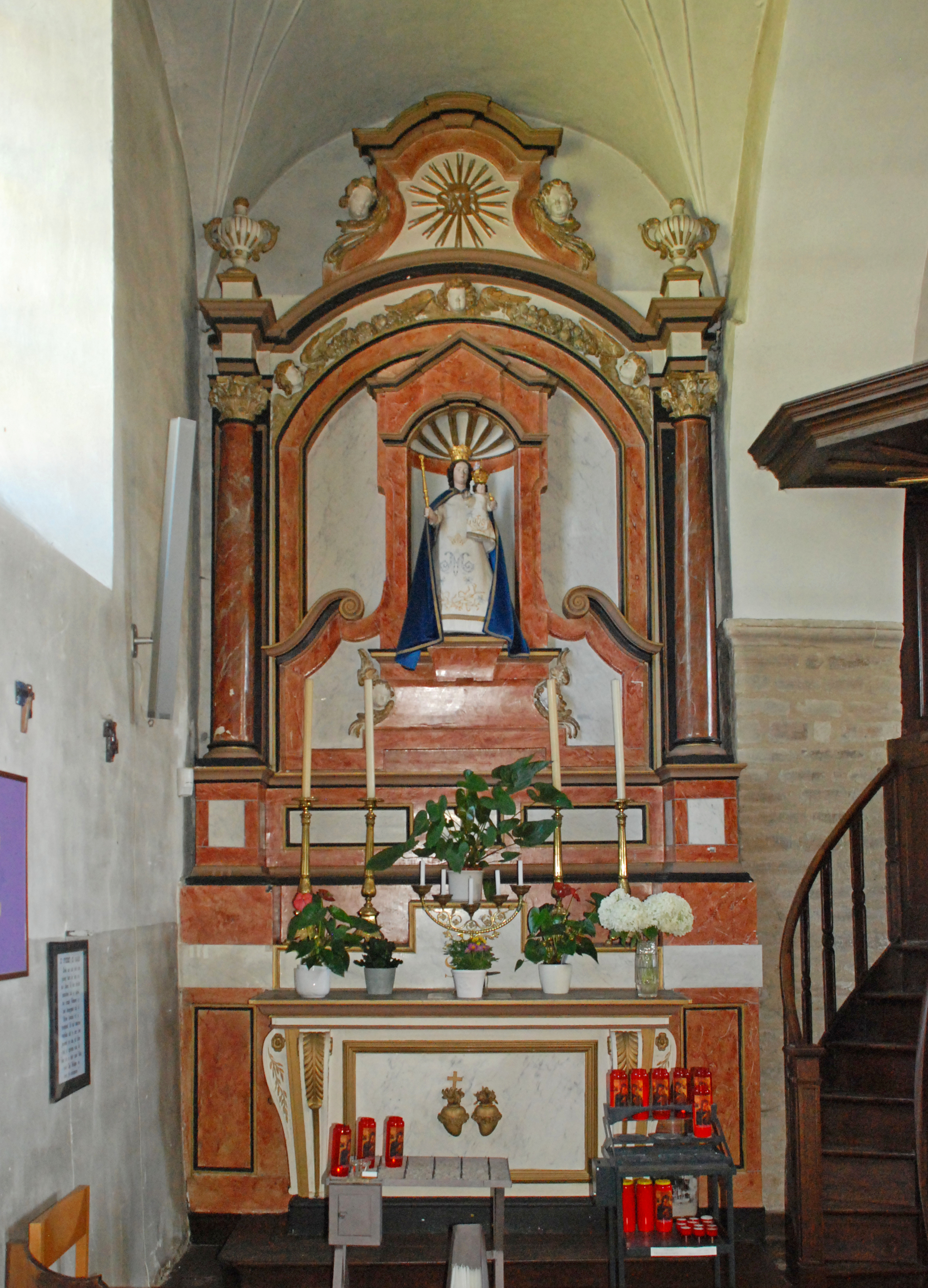
L'autel latéral nord.
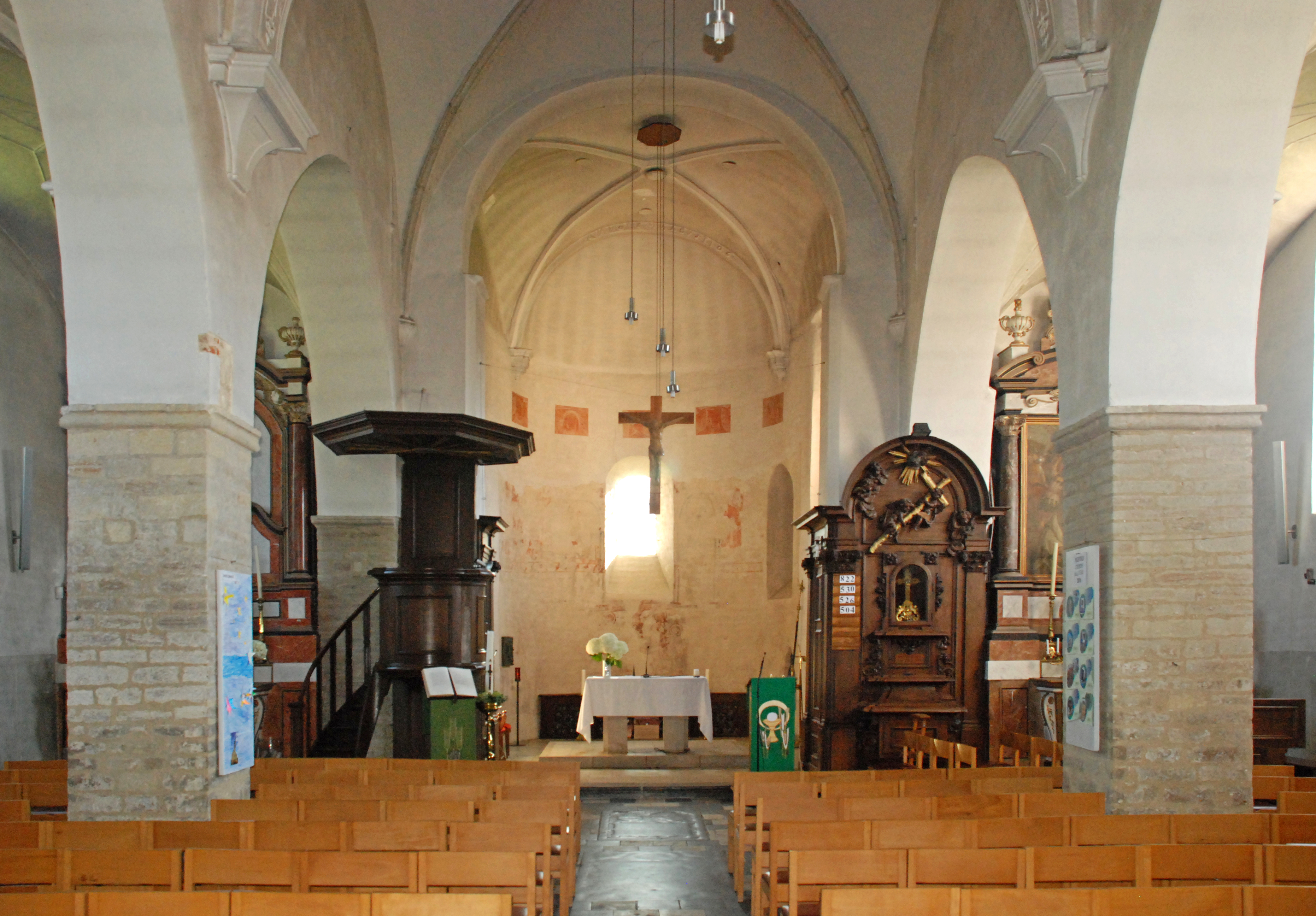
La nef.
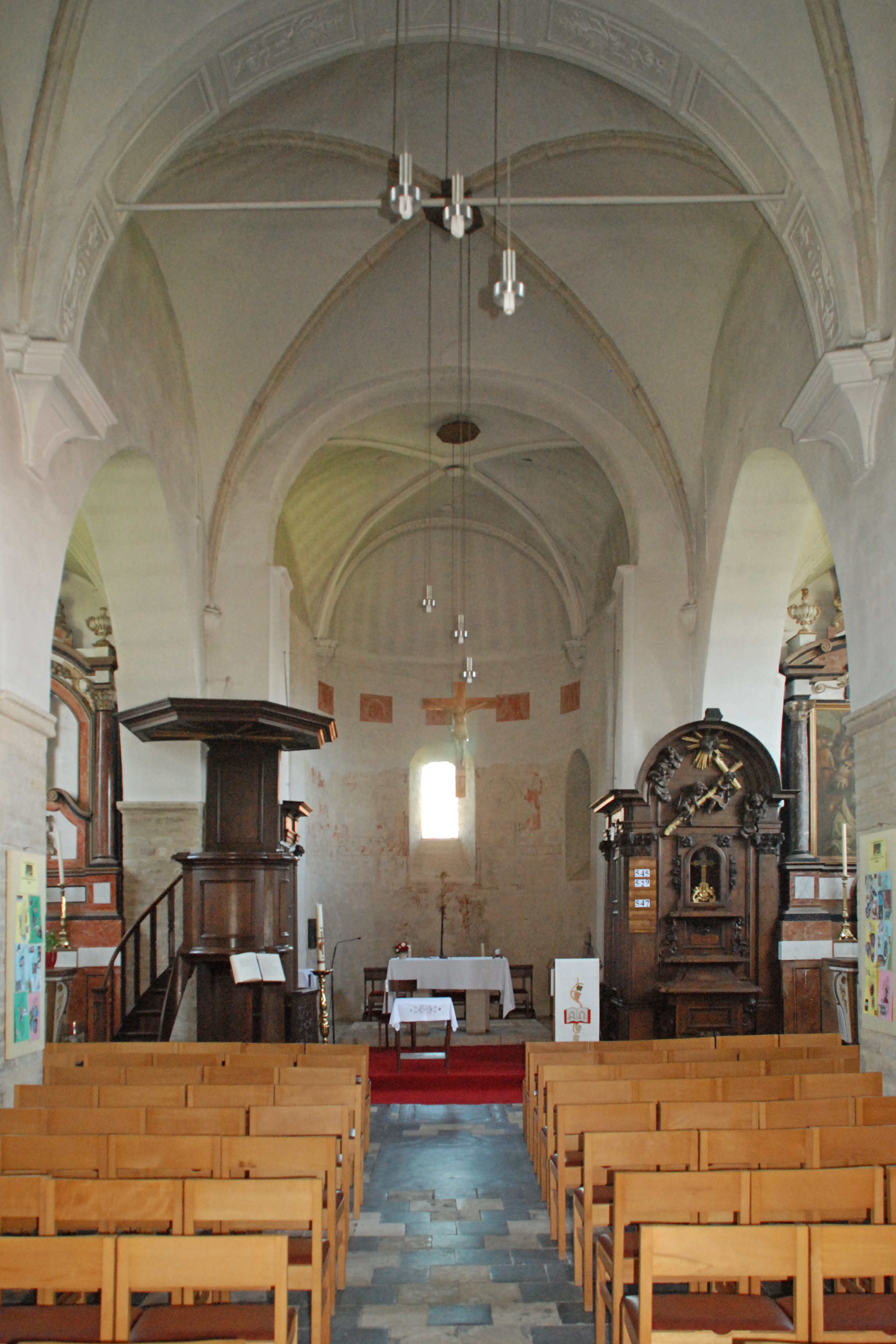
La nef.
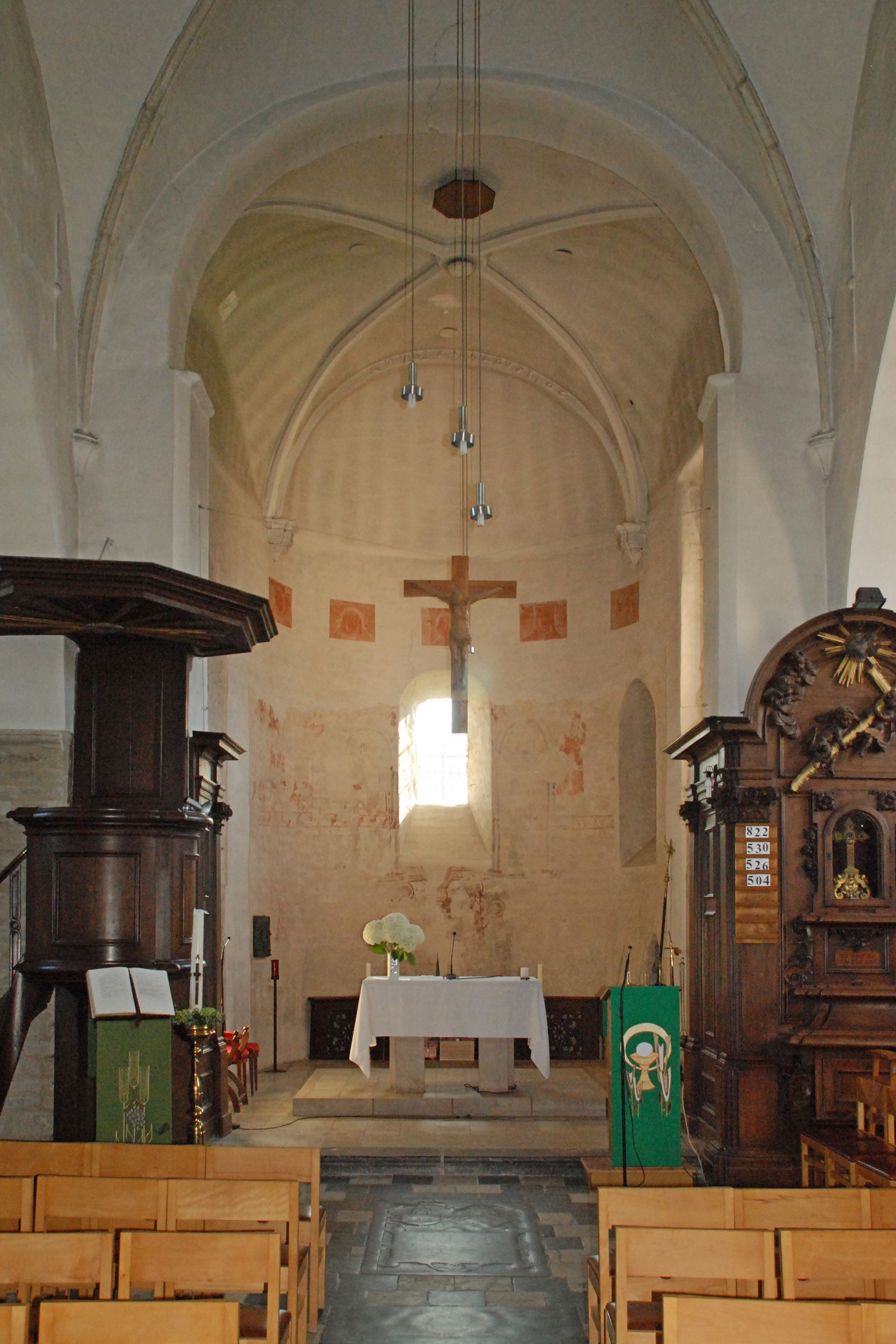
Le chœur.
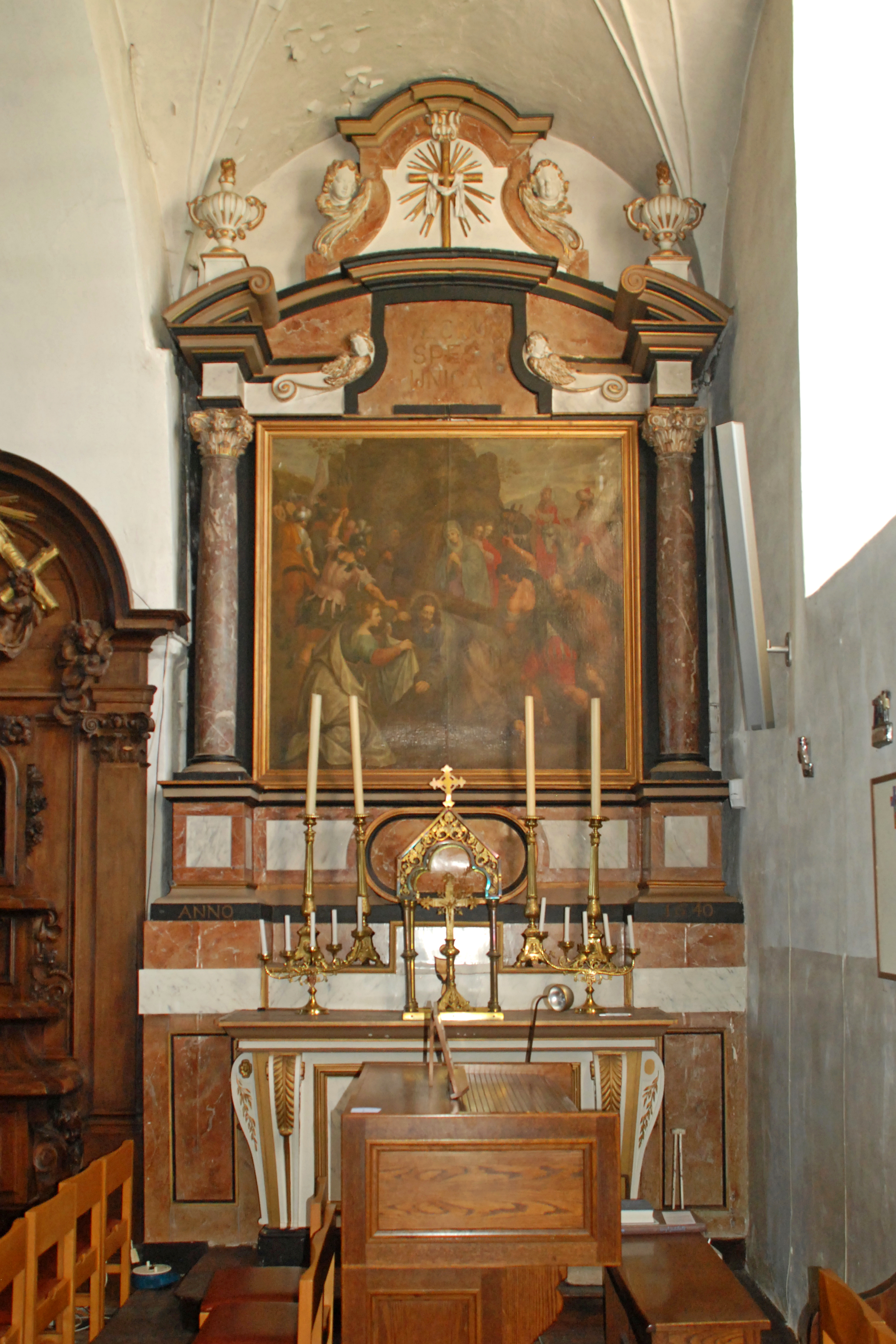
L'autel latéral sud.